# Gustav Svedung
Gustav Svedung, musiker, född 1981. Svedung är huvudsakligen sångare men kan även spela bland annat trombon, gitarr och piano. Tidigare medlem i Navid Modiri & Gudarna, med vilka han spelade in de två första albumen. Svedung var från 2006 till december 2008 en av trubadurerna i programpunkten trubadurväckningen i radioprogrammet Morgonpasset i P3.
Svedung framträdde på Grammisgalan 2007. Han är även verksam i Rilkeensemblen.

## Band
Gustav Svedung spelar bland annat i följande band:
- Gustav Svedung Draft
- My Closest Friend
- Lilla björn
- Great Googly Moogly
- The Ultimate Morning Experience